# Operatie Sonnenwende (Kroatië)
Operatie Sonnenwende (Duits: Unternehmen Sonnenwende) was een anti-partizanen operatie uitgevoerd door de Duitse 392e Infanteriedivisie (kroatische) tegen Joegoslavische partizanen van de 13e Primorje Gorski-divisie van 10 tot 12 juni 1944 in de regio Delnice – Lokve.

## Geschiedenis
Het doel van de operatie was de vernietiging van de troepen van het 11e Korps Partizanen om het achterland van de Kroatische kust van Susak tot Crikvenica veilig te stellen en was een van de vele operaties die langs de kust worden uitgevoerd. Omdat de 13e Divisie, waarvan de staf Duitsers hoopten te vinden in of rond Delnice, zich op dat moment in de regio Karlovac bevond, braken de Duitsers gemakkelijk door de verdediging van het 2e Primorje Gorski Partizanendetachement. De Duitsers trokken daarop Delnice binnen, waarmee deel 1 van de operatie officieel werd beëindigd.
De 13e Divisie reageerde snel en stuurde haar 1e Brigade terug naar de regio Delnice. De brigade viel Delnice onmiddellijk bij aankomst aan, dwong de Duitsers zich terug te trekken, maar slaagde er niet in hen te achtervolgen. Hierdoor konden de Duitsers zich hergroeperen en met ongeveer 200 soldaten met 2 tanks een tegenaanval lanceren. Dit veroorzaakte verwarring ontstond onder de partizanen en de 1st Brigade werd gedwongen zich weer terug te trekken uit Delnice. Slechts een aanvalscompagnie bleef in de stad om Duitsers af te weren die om 14.00 uur hun laatste aanval op de 1e Brigade lanceerden, waarna ze doden en gewonden verzamelden en zich terugtrokken naar Lokve en terug naar hun garnizoenen op 14 juni 1944.

## Slagorde
Wehrmacht:
- Alarm-Regiment Brandenburg versterkt met politiediensten
- delen van Grenadierregiment 846

Nationale Bevrijdingsleger ofwel NOVJ:
- 13e Primorje Gorski-divisie

## Slachtoffers
Duitsers beweerden 70 gedode partizanen in twee dagen van gevechten.
Partizanen claimden 80 doden en 110 gewonde vijandelijke soldaten, terwijl ze slechts 14 doden en 20 gewonden leden.

## Nasleep
De operatie veranderde weinig, maar het dwong de 13e Divisie tot een verandering van zijn plannen en de 1e Brigade kreeg de opdracht om Crikvenica aan te vallen in een poging de Duitse dreiging voor het door de partizanen bezette gebied te verzwakken.